# Paka, Dobrepolje
Paka este o localitate din comuna Dobrepolje, Slovenia, cu o populație de 34 de locuitori.